# Liste der Naturdenkmale in Sasbach
| Naturdenkmale | Anzahl |
| ------------- | ------ |
| FND           | 1      |
| END           | 6      |
| Gesamt        | 7      |

Die Liste der Naturdenkmale in Sasbach nennt die verordneten Naturdenkmale (ND) der im baden-württembergischen Ortenaukreis liegenden Gemeinde Sasbach. In Sasbach gibt es insgesamt sieben als Naturdenkmal geschützte Objekte, davon ein flächenhaftes Naturdenkmal (FND) und sechs Einzelgebilde-Naturdenkmale (END).
Stand: 1. November 2016.

## Flächenhafte Naturdenkmale (FND)
| Name                        | Bild | Kennung     | Einzelheiten | Position | Fläche Hektar | Datum        |
| --------------------------- | ---- | ----------- | ------------ | -------- | ------------- | ------------ |
| Hohfelsen früher Hohenstein |      | 83171160002 | Sasbach      | ???      | 0,2           | 7. Okt. 1959 |
| Legende für Naturdenkmal    |      |             |              |          |               |              |

## Einzelgebilde (END)
| Name                         | Bild | Kennung     | Einzelheiten | Position | Fläche Hektar | Datum         |
| ---------------------------- | ---- | ----------- | ------------ | -------- | ------------- | ------------- |
| Alter Baumbestand            |      | 83171160007 | Sasbach      | ???      | 0,0           | 3. Okt. 1988  |
| Baumgruppe 1 Ahorn, 4 Buchen |      | 83171160005 | Sasbach      | ???      | 0,0           | 27. Juni 1980 |
| Eiche am Fuchsgraben         |      | 83171160004 | Sasbach      | ???      | 0,0           | 7. Okt. 1959  |
| Eiche in der Laufergasse     |      | 83171160003 | Sasbach      | ???      | 0,0           | 7. Okt. 1959  |
| Große Tanne am Rauhaldenweg  |      | 83171160001 | Sasbach      | ???      | 0,0           | 7. Okt. 1959  |
| Sommerlinde                  |      | 83171160006 | Sasbach      | ???      | 0,0           | 27. Juni 1980 |
| Legende für Naturdenkmal     |      |             |              |          |               |               |